# أستراليات
أستراليات طبقة (تصنيف) تضم مجموعة أنواع حية تعيش في أستراليا وغينيا الجديدة ووجدت لها متحجرات في مدغشقر ظهرت في العصر الجوراسي المتوسط وانقرضت معظم أنواعها